# Сербская автономная область
Сербская автономная область (САО) (серб. Српска аутономна област, босн. Srpski autonomni kanton, хорв. Srpska autonomna županija) — название для сербских автономных территориальных общин в СР Хорватия и СР Босния и Герцеговина в процессе распада Югославии. За основанием САО стояла сербская демократическая партия в СР Хорватия и в СР Босния и Герцеговина.

## Хорватия
В СР Хорватия созданы 3 сербские автономные области:
- САО Краина (ранее — Ассоциация муниципалитетов Северной Далмации и Лики)
- САО Западная Славония
- САО Восточная Славония, Баранья и Западный Срем

В конце 1991 года все САО Хорватии объединились в Республику Сербскую Краину.

## Босния и Герцеговина
Так же, как в Хорватской СР, в 1991 годы в СР Босния и Герцеговина были сформированы сербские автономные области, а именно:
- САО Босанская Краина
- САО Романия
- САО Семберия[серб.]
- САО Северная Босния[серб.]
- САО Герцеговина[серб.]

- Сербские автономные области СР Босния и Герцеговина в сентябре 1991 года
- Сербские автономные области СР Босния и Герцеговина в ноябре 1991 года
- Сербские автономные области СР Босния и Герцеговина в ноябре 1991 года
- Сербские автономные области СР Босния и Герцеговина в ноябре 1991 года